# 豐薩合戰
豐薩合戰是天正14年（1586年）至天正15年（1587年）之間，豐後大友家與薩摩島津家間一連串擴張勢力的戰爭總稱。

## 天正年間大友・島津的關係
天正6年（1578年）10月，大友家當主大友義統及隱居的父親宗麟，接受日向伊東義祐的邀請率大軍南下侵攻日向，試圖回復伊東家。但在日向高城川（小丸川）一地被島津義久軍大敗，造成佐伯惟教、惟直父子及吉岡鎮興等多名將領陣亡，宗麟並撤退回到豐後（耳川之戰）。
此次的大敗，造成原本從屬大友家的肥前國龍造寺隆信離反自立，筑前的秋月種實、筑紫廣門等離反轉投島津家。內憂方面，大友庶家田原親宏、田原親貫、田北紹鐵等紛紛叛變，因此豐後・筑前・肥前・筑後・豐前・肥後等6國原大友領地，都有亂事發生。
另一方面，島津家趁耳川之戰大勝的契機，從薩摩向大隅・日向、及肥後國壓制，對大友家形成軍事壓力。大友家由於內憂外患頻仍，無力單獨對抗，於是開始接近當時中央最有勢力的織田信長。天正7年（1579年）透過信長的協助，大友義統獲得朝廷敘任官位，天正8年（1580年）更透過信長的仲介，與島津義久達成「豐薩和睦之儀」協議。
但天正10年（1582年）6月爆發本能寺之變，信長死去，豐薩和睦的基礎消失。天正12年（1584年）3月，龍造寺隆信與島津軍作戰陣亡（沖田畷之戰），嫡男政家向島津家降伏，因此，自耳川之戰後，原先大友・龍造寺・島津的九州三者鼎立時代結束，大友及島津的九州霸權二雄併立時代來臨。
隆信戰死後，宗麟致力於抑制島津家勢力的擴張，並派遣立花道雪、高橋紹運於筑前、筑後各地征戰。後來義久成功消滅從屬於大友家的肥後國阿蘇家（阿蘇合戰），而秋月種實及龍造寺家晴也在筑後高良山與道雪對峙。天正13年（1585年）9月11日，道雪於陣營中病歿，大友軍自筑前撤退。道雪的死亡，代表家運頹傾的大友家又失去一大棟梁。宗麟於是向豐臣秀吉請求援軍。但當時秀吉正與三河德川家康作戰，無法派遣援軍，秀吉於是擔任仲介試圖促成豐薩和睦，但遭到島津義久拒絕。
島津家趁道雪去世的契機進軍筑前並進犯豐後，幸賴大友方立花山城的立花宗茂（統虎）及岩屋城的高橋紹運、寶滿城的高橋統增（立花直次）抵抗。島津義久任命堂弟，擔任大隅串良地頭職務的島津忠長為總大將，率島津軍進攻岩屋城。岩屋城在高橋紹運奮戰後陷落城，但島津軍也傷亡慘重（岩屋城之戰），接著寶滿城也陷落，立花山城則在宗茂的奮戰下立保不失，島津軍因消耗激烈，往薩摩方向撤退。
但高橋紹運之死，造成大友家筑前勢威脅解除，於是島津家於天正14年（1586年）10月中旬由島津義弘（義珍）率3萬軍朝肥後路、島津家久率1萬軍朝日向路進犯豐後大友家。

## 島津的猛攻

### 豐後侵攻
島津義弘的3萬軍朝肥後路入侵豐後，並由降將大友家重臣入田義實及志賀親度擔任先導役。
10月22日，志賀親次家臣佐田常任守備的高城陷落，後來鳥岳城（堀相模守戰死）・津賀牟禮城（戶次統貞投降）・高尾城（堀中務投降）等大野郡諸城，及片之瀨城・田中城・小牧城等紛紛陷落，僅剩嫡男太郎親次守備的岡城仍未陷落。岡城是大野川、稻葉川及玉来川匯流的天然要塞，且是標高80公尺的山城，在佔有地利之便，及親次的奮戰下，未讓島津軍得手。

#### 駄原城之戰
在留下部分兵力壓制岡城後，義弘率軍攻略其他支城。但在騎牟禮城的攻略以失敗告終。駄原城在朝倉一玄的計略下，造成島津軍逆瀨豐前守戰死。笹原目城則在阿南惟秀的謀略下，造成島津家白坂石見守戰死。

#### 山野城之戰
義弘本隊的主力軍指揮新納忠元攻下南山城後進入直入郡，隨之進攻朽網鑑康守備的山野城。朽網鑑康以85歲的高齡率軍抵抗，但支城三船城遭島津攻陷後，鑑康於12月23日陣亡。山野城於12月24日由鑑康的遺兒鎮則開城降伏。

#### 朝日岳城・栂牟禮城之戰
日向路的豐後侵攻由島津家久軍負責，首先面對大友家重臣柴田紹安守備的朝日岳城，但紹安不戰而降伏。接著是佐伯惟定（惟直之子）守備的栂牟禮城，惟定於11月4日在八幡山一地迎戰家久軍，雖兵力較少但仍獲得勝利（堅田合戰）。惟定於是進攻紹安的星河城，由於島津家久對降將紹安仍有疑慮不敢重用，因此對於紹安請求援軍也視若無睹。12月4日，佐伯惟定在內應的協助下順利攻陷星河城，並將柴田一族誅戮。紹安因請求援軍遭拒而痛恨家久，進而反叛島津，但隨即遭到鎮壓而被殺。

#### 穴圍砦之戰
穴圍砦又稱圍之岳砦或因尾砦。家久攻陷大野郡的要衝松尾城後，沿著番匠川北上朝栂牟禮城前進。當地百姓知悉島津軍到來後，集結一起決心籠城抗戰，最後島津方未能攻下而撤退。

#### 鶴賀城之戰
由於佐伯惟定的奮戰下保住了栂牟禮城，家久於是兵指鶴賀城。鶴賀城是大友宗麟的臼杵城（丹生島城）及義統的府内城中間位置的要衝，擔任守備的是大友家勇將利光宗魚。利光宗魚在兵力劣勢下，於11月26日夜襲家久軍得手。家久於12月3日發動總攻擊，並討取宗魚的心腹佐藤美作守，戰況一度膠著。12月6日，家久軍猛攻下，三之丸・二之丸均陷落，利光方的朝見景治戰死。12月7日，本丸的攻防戰後，宗魚也戰死。但利光方宗魚的弟弟成大寺豪永激烈抗戰，使得鶴賀城免於陷落。

## 大友的反擊

### 戶次川之戰
接受到鶴賀城援軍的請求後，大友義統率軍支援，於是，府内城的大友軍協同秀吉的援軍包括讚岐十河城的十河存保、土佐的長宗我部元親・信親父子、軍監讚岐高松城的仙石秀久等軍勢，渡海前往九州與家久軍對峙。12月12日，大友軍在鶴賀城西邊戶次川（大野川）對岸的鏡城佈陣。召開軍議時，秀久強硬主張出擊，但十河存保及元親父子均採慎重對策。仙石・十河・長宗我部由於意見不同，無法有效團結一致，最後秀久以「為救援鶴賀城」為由，以及秀吉直屬的軍監權威，強力要求大友軍出擊。
但是，家久採用島津家最得意的「釣り野伏」戰法，由伊集院久宣擔任殿軍吸引敵軍逐步進入包圍圈，另一方由新納大膳、山田有信等部隊擔任伏兵，大友軍追擊久宣等人來到應當村後，埋伏已久的家久・内膳・有信等伏兵一齊四出，原已退却的久宣軍也回軍反攻，將大友軍四方團團圍住攻擊，造成十河存保・長宗我部信親・戶次統常等人戰死，秀久逃亡。此次大敗也造成鶴賀城向家久開城降伏。

### 府内城之戰
家久趁戶次川的大勝攻陷鏡城及小岳城繼而北上，12月13日攻陷大友家的府内城，但城陷前1日，義統往北逃向豐前國境附近的高崎山城。

### 臼杵城之戰
大友宗麟的臼杵城又稱丹生島城。該城為草履型狀，僅退潮時與對岸的陸地接續，因此退潮時水軍無法從水路進攻。家久軍挾兵力優勢進攻時，宗麟採用國崩大砲還擊，造成家久軍傷亡慘重而退軍。

### 鶴崎城之戰
家久將攻略臼杵城支城鶴崎城的任務交給伊集院久宣・野村文綱・白濱重政。當時的鶴崎城主是吉岡統增（鎮興之子），統增採用穴戰法對島津軍造成很大的損害，但終因兵糧用盡而降伏。但天正15年（1587年）3月接到家久的撤退命令。秀吉於前年末要求德川家康上洛臣從後，因此有餘力集結畿内的大軍朝九州而來。趁著島津軍撤退當下渡過乙津川時，原鶴崎城的殘兵進行奇襲，當下伊集院久宣及白濱重政戰死，野村文綱負傷逃走撤退，後仍因傷重不治死亡。

### 日出生城之戰
義弘本隊攻陷山野城後，陸續攻陷船之尾城、繁美城，打算將大分郡・玖珠郡等地平定。但岡城的志賀親次採用游擊戰讓義弘本隊前進路線受阻，義弘於是命新納忠元率領別動隊前往平定兩郡。結果順利將乾城、玖珠城、城之尾城攻取，但角牟禮城因為有宿利外記這位神射手防守，久攻不下而撤退。
日出生城由城主帆足鑑直與其妻鬼御前500兵力防守，趁攻略角牟禮城失敗的忠元軍休憩時進行奇襲。鬼御前用兵活躍擊潰了有壓倒的兵力優勢的忠元軍，使忠元自身負傷而敗走。

### 撤退
天正15年（1587年）豐臣秀吉派遣大軍前往九州。此時已經將豐後完全平定的島津軍，於3月開始撤退，但受到志賀親次與佐伯惟定的追擊而大受損害。
之後，經日向根白坂之戰等主力決戰後，島津軍向豐臣家降伏，九州完全平定。